# Kyriakos Skettos
Kyriakos Skettos (* 3. Januar 1991) ist ein zyprischer Mountainbike- und Straßenradrennfahrer.
Kyriakos Skettos wurde 2007 in der Jugendklasse in Zygi zyprischer Meister im Einzelzeitfahren und beim Straßenrennen in Alambra belegte er den zweiten Platz. Im nächsten Jahr fuhr er in der Juniorenklasse, wo er die nationalen Meistertitel im Zeitfahren und im Straßenrennen gewann. Auf dem Mountainbike gewann er bei der Balkan Championship in Bjelo Polje die Silbermedaille im Cross Country.
Kyriakos Skettos ist der jüngere Bruder von Timotheos Skettos, der ebenfalls Radrennfahrer ist.

## Erfolge – Straße
2008
- Zyprischer Meister – Einzelzeitfahren (Junioren)
- Zyprischer Meister – Straßenrennen (Junioren)